# 李振钧 (清朝状元)
李振钧（1794年—1839年），小名燕生，字仲衡，号海初。安徽太湖縣城西树林冲（今城西乡）人。清代狀元。

## 生平
李振钧道光八年（1828年）乡试中举人，次年（1829年）殿试高居一甲第一名（状元），授翰林院修撰，并先后任文渊阁校理、国史馆和功臣馆纂修，及顺天乡试同考官。因“语言戆直，傲岸不羁”，“常与一班权贵相忤”。后來忧愤成疾，于道光十九年（1839年）十一月二十三日病卒，年四十五岁。

## 著作
著作有《味灯听叶庐诗钞》两卷，存诗415首，另有《梓行古文》和《粤行日记》，已佚。